# Sinraptor
Sinraptor ("čínský lupič") byl středně velkým masožravým dinosaurem (teropodem), který žil na území dnešní Číny v období počátku svrchní jury, před asi 160 miliony let. Holotyp byl objeven spojenou čínsko-kanadskou paleontologickou expedicí v roce 1987 v sedimentech geologického souvrství Š'-šu-kou. Typový druh S. dongi byl pak vědecky popsán v roce 1993.

## Popis
Sinraptoři dosahovali délky až 8,8 metru a hmotnosti asi 1300 nebo 1700 kilogramů. Některé fosilie tohoto dinosaura jeví známky patologií - zranění a zlomenin.
V roce 2020 byla publikována odborná studie o anatomii zubů a dentice tohoto vrcholového predátora z čínské svrchní jury. Podílel se na ní mezinárodní tým vědců, zejména z Kanady a Číny.

## Systematika
Dnes je tento teropod považován za zástupce čeledi Metriacanthosauridae. Jeho vývojově blízkými příbuznými byly rody Yangchuanosaurus, Siamotyrannus, Metriacanthosaurus a Shidaisaurus. Nejistá je platnost dalšího druhu tohoto rodu, S. hepingensis. Blízce příbuzný byl také druh Alpkarakush kyrgyzicus, formálně popsaný roku 2024.

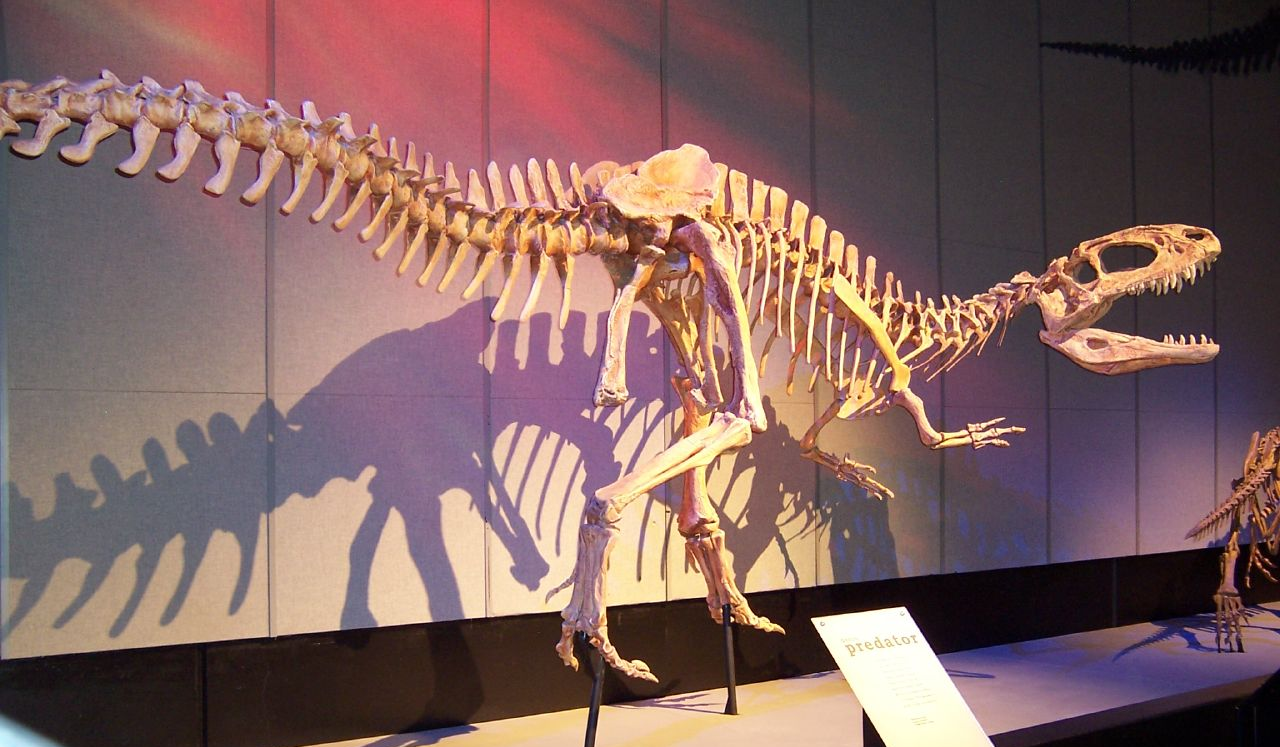
Sinraptor dongi - rekonstruovaná kostra.